# Claudio Sciarrone
Claudio Sciarrone (Milano, 23 giugno 1972) è un fumettista italiano.

## Carriera
Ha iniziato a collaborare con la Disney Italia  nel 1990, ma è del 1992 la sua prima storia pubblicata su Topolino.
Da allora, oltre che a storie classiche, ha lavorato su serie come PKNA, dove è stato co-creatore dei personaggi, e W.I.T.C.H..
Ha illustrato l'adattamento a fumetti dei film Atlantis - L'impero perduto, Monsters & Co., Alla ricerca di Nemo e Wall-E.
Ha collaborato con lo sceneggiatore statunitense Peter David per alcune storie brevi ispirate al videogioco Epic Mickey.
Ha realizzato nel 2011 le illustrazioni a fumetti per la trasmissione Delitti Rock in onda su Rai 2 tratta dall'omonimo libro di Ezio Guaitamacchi.
Ha disegnato le carte in entrambe le edizioni del noto programma Mercante in fiera.
Dal 2015, con la pubblicazione della mini-saga di PKNE Gli argini del tempo, Cronaca di un ritorno con il ritorno inaspettato di Xadhoom fino al 2018 con Droidi, riprende a disegnare storie per la saga di Pk.
Nel 2017 ha prodotto In collaborazione con "Orgoglio Nerd" il calendario delle Ugly Duckling e con "L'idea che ti manca" il portfolio a tiratura limitata (500 pezzi numerati contenente 12 stampe formato A3 autografate) sempre delle Ugly Duckling, soggetti da lui inventati di cui detiene i diritti.
Durante il Lucca Comics & Games 2018 ha conquistato il record mondiale per la più lunga striscia a fumetti al mondo.
A ottobre 2018 inizia a lavorare alla sua prima graphic novel indipendente Sirena, scritta dal regista e sceneggiatore Giorgio Bonecchi Borgazzi in collaborazione con Simona Fiori.
Nel novembre 2018 al Lucca Comics, in celebrazione dei 90 anni della creazione di Topolino, entra nel Guinness World Record per la striscia a fumetti più lunga al mondo pari a 297,5 mt.
Nell'ottobre 2019, sui numeri di Topolino 3336- 3337- 3338- 3339, scrive "Foglie rosse", prima storia da lui interamente realizzata.
Nel luglio 2020, scrive e disegna "Fast Track Mickey", seconda storia da autore completo.
Nell'ottobre 2020 viene pubblicata una sua storia inedita, disegnata da lui e scritta da Tito Faraci oltre dodici anni prima: "Mickey 2.0. 
Nel dicembre 2020 la sua "Foglie rosse" viene ristampata nel primo volume della collana "Topolino extra", riproposta in grande formato e con contenuti inediti.
A novembre 2021, sul numero 3441 di Topolino viene pubblicato l'interludio di "Foglie rosse", che collega la prima stagione con la seconda, a breve in arrivo.
È apparso in una puntata di Cash or trash, dove ha messo all'asta un lotto comprendente una sua caricatura dei cinque mercanti del programma.